# 科西卡納 (德克薩斯州)
科西卡納（英語：Corsicana）是一個位於美國德克薩斯州納瓦羅縣的城市。根據2010年美國人口普查，該地共人口23770人，而該地的面積約為56.20平方千米。同時該地也是納瓦羅縣的縣治。

## 地理
科西卡納的座標為32°05′33″N 96°28′10″W / 32.09250°N 96.46944°W，而該地的平均海拔高度為135米（即443英尺）。